# Quand mourut Jonathan
Quand mourut Jonathan ("Quando Jonathan morreu") é um romance do escritor francês Tony Duvert, publicado em 1978. A obra conta a relação pedófila entre  Jonathan, um pintor de 28 anos, e Serge, um menino de 8. O enredo é baseado na relação que o próprio Tony Duvert teve no verão de 1973 com um menino de 6 anos. Foram publicadas edições em alemão, inglês e italiano.
Edward Brongersma, no seu livro Loving Boys (Vol. 1, 1986, p. 96), define Quand mourut Jonathan como "o retrato mais belo e profundo de uma relação amorosa entre um homem adulto e um menino de oito anos".

## Enredo
Jonathan, um artista de 27 anos que vive em Paris, faze amizade com uma mãe solteira e o seu filho de 6 anos, Serge. Quando Serge tem 8 anos, sua mãe lhe pede para cuidar dele por uma semana, que eles passam juntos na casa de Jonathan, no sul da França.
Jonathan e Serge tornam-se amigos íntimos. Jonathan, apaixonado pelo menino, fica consternado quando Serge volta para Paris. Eles se encontram novamente quando Serge tem 10 anos, e sua relação continua. Enquanto Jonathan e Serge são separados, a parte sexual dos desejos de Jonathan começa a dominar seu comportamento. Finalmente ele procura outros garotos; ele é rejeitado por alguns e não encontra uma satisfação real nas relações sexuais com os outros.
Órfão de pai e deprimido na casa da sua distante e humilhante mãe, Serge decide fugir para estar com Jonathan, mas superado pelo desespero termina suicidando-se jogando-se debaixo de um carro em movimento.

## Edições
- Quand mourut Jonathan. Paris: Éditions de Minuit, 1978. ISBN 2-7073-0219-8.
- Als Jonathan starb. Berlim: Rosa Winkel, 1984. ISBN 3-921495-40-7.
- When Jonathan Died. Londres: Heretic Books, 1991. ISBN 0854491546.
- Quando morì Jonathan. Milão: ES, 1997. ISBN 9788886534253.